# ACW-IP
ACW-IP (skrót od: Armoured Carrier Wheeled – Indian Pattern) – kołowy transporter opancerzony opracowany i produkowany w Indiach w okresie II wojny światowej.

## Historia
ACW-IP był transporterem wykorzystującym podzespoły innych pojazdów: kanadyjskie podwozia tylnosilnikowe 4×4 produkowane przez Ford Motor Co. w Windsor w Ontario i elementy produkowane przez firmę amerykańskiej firmy Marmon Herrington z Indianapolis. Pancerne nadwozia produkowano w Indiach, gdzie montowano też kompletne pojazdy z podzespołów dostarczonych w częściach z Ameryki. Produkcją nadwozi oraz końcowym montażem zajmowały się zakłady Tata Iron and Steel Co. oraz East Indian Railway Workshops.
W latach 1940–1944 wyprodukowano 4655 sztuk.
Pojazdy były wykorzystywane w hinduskich dywizjach piechoty, gdzie pełniły bardzo różnorodne funkcje: rozpoznawcze, łącznikowe, transportowe oraz ruchomych punktów obserwacyjnych oficerów artylerii kierujących ogniem. Wykorzystywane były głównie w czasie działań w Afryce i we Włoszech. Po wojnie transportery brały udział w latach 50. i 60. w konfliktach w Birmie i na Malajach. W Europie były na wyposażeniu armii greckiej.
Planowano również uruchomienie produkcji w Nowej Zelandii, czego jednak nie zrealizowano. Zbudowano jedynie dla armii nowozelandzkiej 100 pojazdów w latach 1943–1944. Wozy były używane przez 3 Dywizję Nowozelandzką w czasie działań na Pacyfiku oraz w czasie wojny w Korei. Wycofano je dopiero w roku 1956.
Transportery znalazły się też na wyposażeniu Polskich Sił Zbrojnych latem 1942 roku. Nie był to sprzęt typowy. Został przejęty wraz z samochodami pancernymi AC Marmon-Herrington przez Pułk Ułanów Karpackich od dywizji hinduskiej.

## Wersje
Powstało kilka wersji różniących się konstrukcyjnie:
- Mk I – podwozie z zespołów Ford Commercial Model 1940 z silnikiem z przodu (10 pojazdów).
- Mk II – 4×4 podwozie Ford CO11QRF z silnikiem z tyłu.
- Mk IIA – drobne ulepszenia.
- Mk IIB – dodano częściowe opancerzenie przedziału bojowego.
- Mk IIC – 4×4 podwozie Ford C191QRF, powiększono zbiornik paliwa i zamontowano wieżyczkę z uzbrojeniem.
- Mk III – powiększono wieżyczkę (276 szt.).
- Mk IV – 4×4 podwozie Ford C291QRF, zmieniono konstrukcję kadłuba, wzrosła masa pojazdu.